# Río Bowman
El río Bowman es un curso de agua ubicado en la región del Hunter en el estado de Nueva Gales del Sur, Australia. Es parte de la cuenca del río Manning, que desemboca en el océano Pacífico.

## Curso y características
El Bowman nace en las colinas al sureste de la localidad de Gloucester. Fluye principalmente en dirección este-noreste, recorriendo aproximadamente 35 kilómetros antes de unirse al río Barrington. Este último continúa hacia el río Manning, que finalmente alcanza el océano Pacífico.
El río atraviesa zonas de paisajes rurales y bosques, siendo un área de importancia tanto para la agricultura como para la conservación ambiental. Además, su entorno incluye hábitats para diversas especies de flora y fauna.
La región por donde fluye el río Bowman es conocida por sus actividades agrícolas y recreativas, como la pesca y el senderismo. A lo largo de su curso, existen puentes y caminos secundarios que facilitan el acceso a partes del río.